# Gail Kim
Gail Kim-Irvine (Toronto, Ontario, Canadá, 20 de febrero de 1977) es una luchadora profesional retirada canadiense de ascendencia coreana, conocida por su carrera luchistíca en la World Wrestling Entertainment e Impact Wrestling de la que es productora y la primera mujer inducida en el Salón de la Fama.
Gail ha conseguido varios campeonatos a lo largo de su carrera. En la WWE, consiguió el Campeonato Femenino en su primera lucha, mientras que en Impact consiguió en siete ocasiones el Campeonato femenino de las Knockouts de TNA/Impact en ocho ocasiones, del que fue campeona inaugural además de poseer la mayor cantidad de reinados con la presea, también consiguió en una ocasión los Campeonatos femeninos en parejas de la TNA con Madison Rayne.

## Vida personal
Criada en Toronto, Ontario, Gail asistió a la escuela secundaria en el York Memorial Collegiate Institute.Ha practicado numerosos deportes como baloncesto, voleibol, fútbol, béisbol y bádminton. Después de graduarse, se matriculó en la Universidad de York y se especializó en kinesiología (la ciencia del movimiento humano). Más tarde se trasladó a la Universidad de Ryerson y cambió sus estudios a la nutrición. Kim se matriculó en el Pro Wrestling Gym, y comenzó el entrenamiento para convertirse en una luchadora profesional.

## Carrera

### Inicios
En diciembre de 2000, Gail hizo su debut profesional en la Federación de Lucha Libre Apocalipsis de Toronto bajo una máscara y utilizando el nombre, La Felina. En ese combate, perdió contra Traci Brooks. En octubre de 2002, Gail firmó un contrato con World Wrestling Entertainment.

### World Wrestling Entertainment (2002–2004)

#### 2002-2003
El 7 de diciembre de 2002 en un programa en vivo de la WWE, Gail debutó derrotando a Dawn Marie en una Bra and Panties Match.
Durante ese año Gail participaba en los concursos de bikini y, en ocasiones, en combates por parejas de divas y en el territorio de desarrollo OVW.
Fue en el 9 de junio de 2003, cuando se empezó a dar importancia a Gail Kim, con un nuevo personaje al estilo "matrix". El 30 de junio en Raw, Kim causó un impacto inmediato en las retransmisiones de WWE, ganando el Campeonato Femenino de WWE en una batalla real de 7 divas tras eliminar a Victoria. El 14 de julio en Raw derrotó a Molly Holly reteniendo el título. Posteriormente perdió el título ante Molly Holly el 28 de julio. La semana siguiente, Gail dio un cambio a heel atacando a Trish Stratus, y pronto, empezó a trabajar en equipo con Molly Holly contra Stratus y compañeras suyas como Ivory y Jacqueline, derrotándolas en combates semanales. Sin embargo, el 21 de septiembre en Unforgiven, junto a Molly Holly fueron derrotadas por Lita y Trish Stratus. El 17 de noviembre sufrió una fractura de clavícula derecha en un combate con Trish Stratus.

#### 2004
Gail haría su regreso a la WWE en 5 de abril de 2004 en Raw participando en un battle royal por ser la contendiente #1 al Campeonato Femenino, pero fue eliminada por Lita. Tras esto, una vez más, a trabajar en equipo con Molly Holly, pero fueron derrotadas a manos de Lita y Victoria el 26 de abril. En Backlash en la lucha por el Campeonato Femenino de Lita y Victoria luego que esta última retuviera el título atacó con Molly Holly a estas dos. En Bad Blood, luchó en una Fatal 4-Way Match por el Campeonato Femenino, pero fue derrotada por Trish Stratus en un combate en el que también participaban Lita y Victoria. El 19 de octubre en Taboo Tuesday fue su último combate televisado en un "School Girl Battle Royal", que también fue ganado por Trish Stratus. El 3 de noviembre de 2004, Gail Kim fue oficialmente liberada de su contrato con la WWE.

### Mid-Atlantic Championship Wrestling (2005)
Gail hizo su regreso al ring en enero de 2005 en la Mid-Atlantic Championship Wrestling (en Corea) y se unió a Lollipop para derrotar a Malia Hosaka y a la ex diva de la WWE Nidia.

### Total Nonstop Action Wrestling (2005–2008)

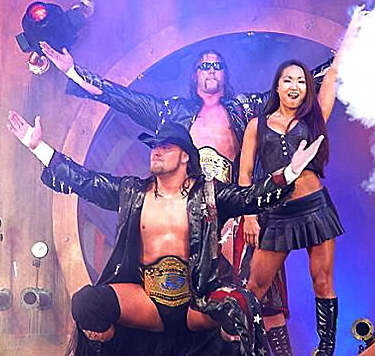
Kim junto a Chris Harris y James Storm.

Gail firmó para TNA en septiembre y debutó el 4 de octubre en TNA iMPACT en Spike TV, atacando a Team 3D y mostrando su alianza con Jeff Jarrett y Americas Most Wanted. El debut de Gail en un pay per view de TNA fue como parte de un Tag Team match de 6 personas, formando equipo con Americas Most Wanted en un intento de recuperar los NWA World Tag Team titles para su equipo. Gail hizo su debut en solitario en el pay per view Hard Justice, ganando a Sirelda. Gail también participó en una serie de combates contra Tracy Brookes y O'Neal en UWF-TNA live events. A raíz de la ruptura de Americas Most Wanted, Gail se convirtió en la mánager de "Cowboy" James Storm.

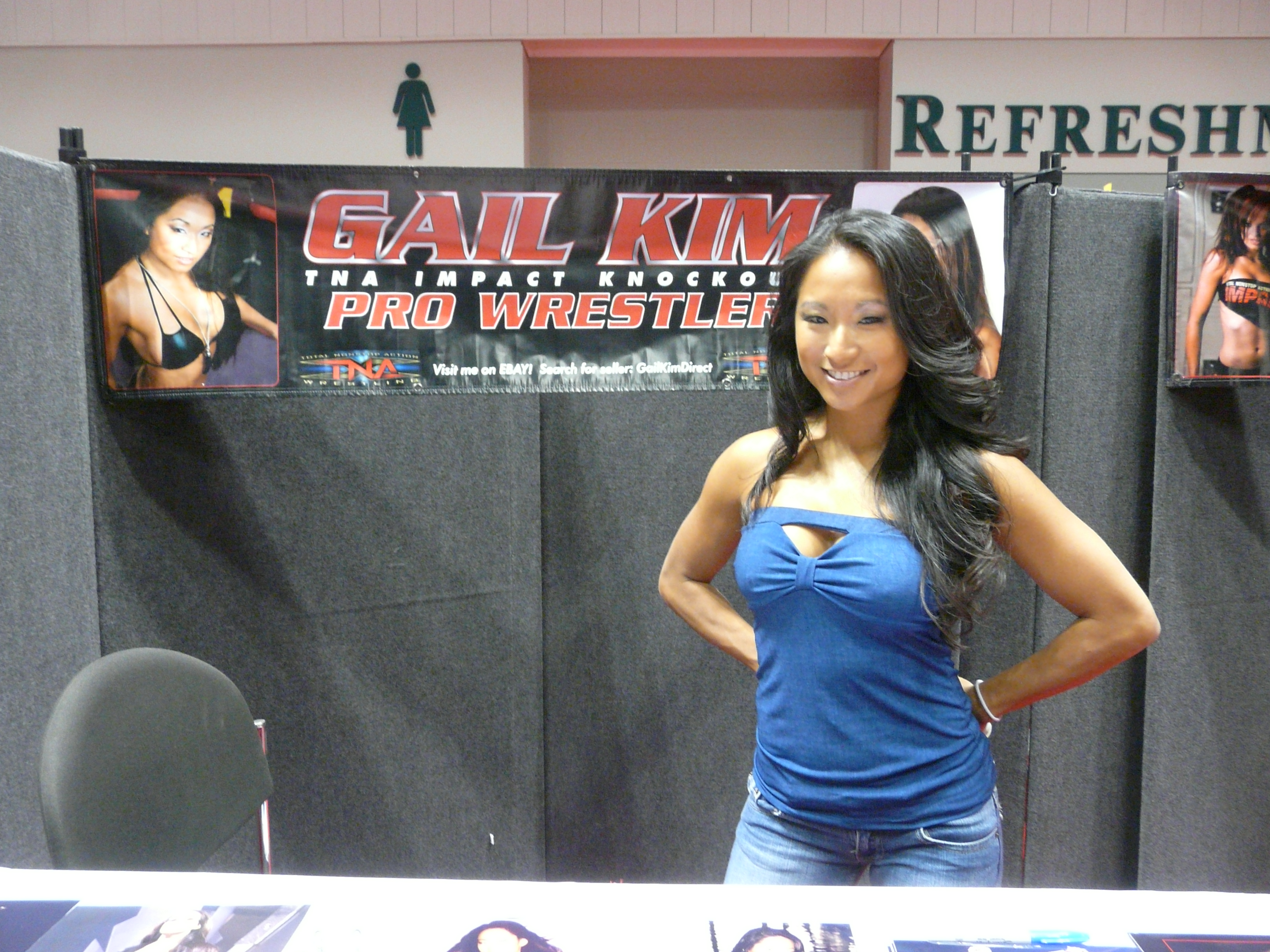
Gail Kim en 2008.

Después de algunos malos tratos a manos de Storm, Gail fue atacada por detrás por "The Pride of Tennessee" Jackie Moore, y luego comenzó un feudo con la James Storm y Moore, asociándose con Petey Williams, pero perdieron la mayoría de los combates, y Gail y Jackie se enfrentaron en el evento TNA's Lockdown en abril de 2007 dentro de una celda de 6 lados, donde Gail salió victoriosa. Gail derrotó a Jackie Moore en una lucha callejera. Gail entonces comenzó un feudo con Tracy Brookes. Gail ganó una serie combates de equipos mixtos incluyendo en Victory Road y en iMPACT. En el año 2007 en bound for glory se convirtió en la primera campeona de knockouts de la historia tras derrotar a otras 9 knockouts y contando sobre Roxxi Laveaux, tras unas defensas ante ODB y Awesome kong perdió el título frente a esta en el primer impact! de 2008 intento recuperarlo frente a kong pero sin éxito luego junto a Roxxi y ODB mantuvo un feudo contra las beautiful people (Angelina love y Velvet Sky). En el verano de 2008 hizo su última aparición en TNA más tarde en 2009 volvería a la WWE.

### World Wrestling Entertainment / WWE (2009–2011)

#### 2009
Gail Kim hizo su regreso en la WWE el 27 de marzo en SmackDown interfiriendo en una lucha por el Campeonato de Divas de la WWE entre la campeona, Maryse y Michelle McCool. Participó en la Miss WrestleMania 25 Diva Battle Royal de WrestleMania XXV, pero no logró ganar, siendo "Santina Marella" quien ganara el combate. En el episodio del 17 de abril de SmackDown, Kim derrotó a la entonces Campeona de las Divas Maryse. Debido a esto tuvo una oportunidad por el título la siguiente semana, pero no logró ganar. En la edición de RAW del 29 de junio del 2009 fue transferida desde la marca Smackdown a RAW. El 10 de agosto en Raw derrotó en un Fatal 4-Way a Beth Phoenix, Alicia Fox y Kelly Kelly convirtiéndose en contendiente número una al Campeonato de Divas de la WWE. El 17 de agosto se enfrentó a la Campeona de las Divas Mickie James, pero perdió la lucha. En Bragging Rights las SmackDown Divas (McCool, Beth Phoenix & Natalya) derrotaron a las RAW Divas (Melina, Kelly Kelly & Gail Kim). El 2 de noviembre en Raw, participó en un battle royal por una oportunidad al Campeonato de las Divas, pero fue eliminada por Kelly Kelly. En Survivor Series el Team James (Mickie James, Melina, Eve, Kelly Kelly & Gail Kim) derrotó al Team McCool (McCool, Alicia Fox, Beth Phoenix, Jillian & Layla).

#### 2010
Tras esto, participó en un torneo para coronar a la nueva Campeona de Divas de la WWE. El 7 de enero en Superstars derrotó a Jillian y el 25 de enero en RAW, a Alicia Fox, llegando a las finales. En Royal Rumble derrotó junto con Kelly Kelly, Eve Torres y The Bella Twins a Maryse, Alicia Fox, Natalya, Jillian y Katie Lea Burchill. En Elimination Chamber se iba a enfrentar a Maryse por el Campeonato de Divas de la WWE pero Vickie Guerrero cambió la lucha en tag team match. En el evento fue derrotada junto Maryse por LayCool después de un Faith Breaker a Kim sin que Maryse participara en la lucha. Después del combate fue traicionada por Maryse aplicándole un French Kiss. Sin embargo el 22 de febrero, Maryse la derrotó en la final convirtiéndose esta última la nueva Campeona de Divas.
En Wrestlemania XXVI hizo equipo con Beth Phoenix, Mickie James, Eve Torres y Kelly Kelly vs Vickie Guerrero, Michelle McCool, Layla, Maryse y Alicia Fox, en donde su equipo fue derrotado. Sin embargo, su equipo ganó la revancha al día siguiente en Raw. El 5 de abril en Raw, estuvo involucrada en un battle royal por una oportunidad al Campeonato de las Divas, pero fue eliminada junto a Katie Lea por Kelly Kelly. En mayo, comenzó una historia con Zack Ryder, luego de que ella y Alicia Fox solicitaran estar en primera fila en varias ocasiones para ver sus luchas, de modo que pudiera impresionarlas y encontrar una nueva acompañante. Durante su lucha con Evan Bourne el 10 de mayo, Fox interfirió en nombre de Ryder, pero fue detenida por Kim. La semana siguiente, hizo equipo con Evan Bourne derrotando a Alicia Fox y Zack Ryder. En Fatal 4 Way participó en una lucha por el Campeonato de Divas contra Eve Torres, Maryse y Alicia Fox, perdiendo, siendo Alicia Fox la ganadora y la nueva campeona. El 27 de septiembre, participó en la battle royal para definir la contendiente número 1 para el Campeonato de las Divas, pero no logró ganar al ser eliminada por Tamina. El 13 de diciembre en la gala de los Slammy Award luchó en un battle royal para nombrar a la Diva del Año, pero fue eliminada por Natalya, siendo la ganadora Michelle McCool.

#### 2011
El 24 de enero, en RAW, Kim empezó un feudo con The Bella Twins cuando Daniel Bryan reveló que había estado saliendo (Kayfabe) durante meses con Kim. En Royal Rumble The Bella Twins se disculparon con ella, pero volvieron a atacarse mutuamente. El 30 de enero, acompañó a Bryan en su combate contra Tyson Kidd, tras la lucha Bryan terminó su relación con The Bella Twins y comenzó una nueva con Kim. Esto hizo que se asociara con Eve Torres, quien también tenía un feudo con The Bella Twins, teniendo varios combates en contra de ellas. El 28 de febrero en Raw, participó en un battle royal por ser la contendiente #1 al Campeonato de las Divas, pero fue eliminada por Nikki Bella ya que durante la lucha se intercambio con su hermana Brie Bella sin que el árbitro se diera cuenta. El 24 de marzo en Superstars formó equipo con Daniel Bryan derrotando a Melina y Tyson Kidd. Sin embargo, se separaron el 26 de abril, cuando Bryan fue traspasado a SmackDown. Luego en mayo y junio, Gail Kim inició un feudo con Melina después de que esta le dijera que fue una amiga horrible, lo que las llevó a luchar en Superstars saliendo victoriosa la mayoría de la luchas. El 18 de julio en Raw, participó en un 14 Diva Tag-Team Match, en el que su equipo salió victorioso. El 1 de agosto participó en un Divas Battle Royal para encontrar a la contendiente al Campeonato de las Divas de la WWE, pero se autoeliminó. El 5 de agosto en su cuenta de Twitter, anunció que había abandonado la WWE. Sin embargo, la empresa no la despidió hasta que terminara su contrato, el cual terminó el 30 de septiembre.

### Total Nonstop Action Wrestling / Impact Wrestling (2011–presente)

#### 2011–2013

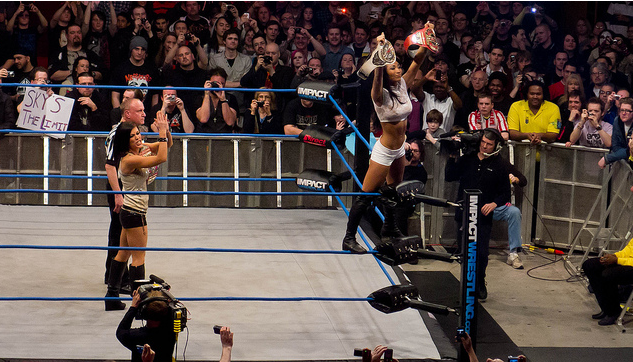
Al poco de regresar, Kim se hizo con el Campeonato Femenino y el Campeonato Femenino en Parejas junto a Madison Rayne.

El 18 de octubre apareció en las grabaciones de Impact Wrestling atacando a Velvet Sky, junto con Karen Jarrett y Madison Rayne formando una alianza con estas últimas, confirmándose su regreso a la empresa como heel. En las grabaciones del 20 de octubre (transmitidas el 27 de octubre) Karen Jarrett pactó una lucha entre Velvet Sky y Kim en Turning Point por el Campeonato Femenino de la TNA.Esa misma noche debutó en el ring derrotando a Tara. El 26 de octubre (trasmitido el 3 de noviembre) en Impact Wrestling derrotó junto con Madison Rayne a Tara & Brooke Tessmacher ganando el Campeonato Femenino en Parejas de la TNA gracias a una interferencia de Karen Jarrett y en Turning Point derrotó a Velvet Sky ganando el Campeonato Femenino de la TNA gracias a una interferencia de Karen Jarrett y Madison Rayne. Luego, empezó un feudo con Mickie James, a quien derrotó en Final Resolution y Genesis, reteniendo el campeonato ambas veces, la primera por una interferencia de Rayne y la segunda, por una descalificación hecha por ella misma.

En el evento Against All Odds derrotó a Tara reteniendo el Campeonato Femenino de la TNA. La siguiente semana comenzó a tener discusiones con su compañera Madison Rayne, al saber que se enfrentaría a ella con el Campeonato Femenino de la TNA en juego en el evento Victory Road. Estas discusiones causaron que el 8 de marzo perdieranel Campeonato Femenino en Parejas ante OBD & Eric Young. En Victory Road derrotó a Rayne reteniendo el título y en Lockdown lo retuvo ante Velvet Sky. La semana siguiente luchó en un combate de 4 contra cuatro, donde perdió cuando fue cubierta por Brooke Tessmacher, lo cual inició un feudo entre ellas. La semana siguiente, fue derrotada por Tessmacher en un combate individual. En Sacrifice derrotó a Tessmacher con un "Roll-Up" apoyándose en las cuerdas, reteniendo el campeonato. Sin embargo, perdió el título en Slammiversary X ante Tessmacher, terminando su reinado de 210 días. El 12 de julio en Impact Wrestling obtuvo su revancha contra Tessmacher, pero fue derrotada. En Genesis participó en un Gauntalet match para determinar a la retadora al Campeonato Femenino. Entró en primer lugar y eliminó a Ms. Tessmacher, ODB y Mickie James, pero fue eliminada en último lugar por Velvet Sky. 

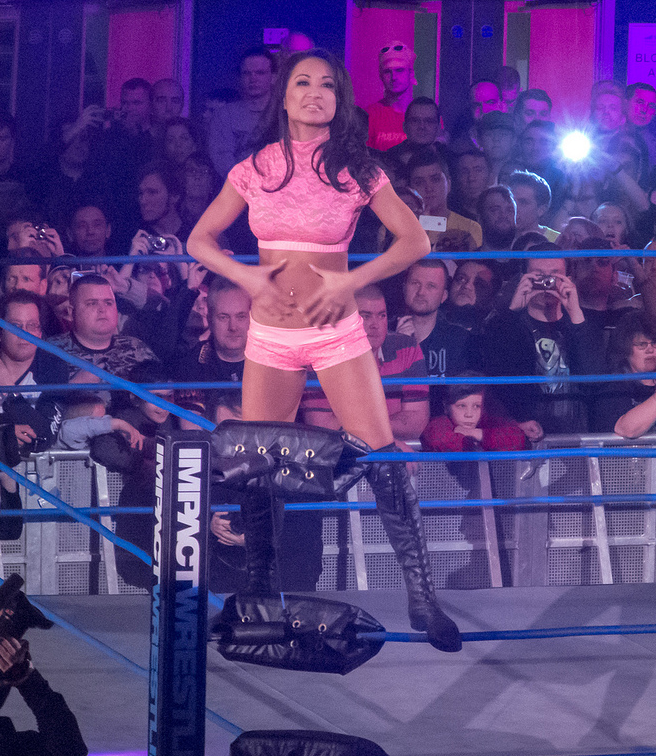
Gail Kim haciendo su entrada en 2013.

En Lockdown obtuvo una lucha por el Campeonato de las Knockouts contra Velvet Sky pero no logró ganar. Tras esto comenzó una rivalidad con Taryn Terrel luego de que esta última la atacara por los maltratos que tenía hacia ella. Finalmente Brooke Hogan finalizó el contrato de Terrel como árbitro y la revindico inmediatamente como luchadora. Así fue como luego de varias semanas de ataques mutuos entre ellas se pactó un Last Knockout Standing match en Slammyversary. En dicho evento Gail salió derrotada. En Bound for Glory derrotó a Brooke y a ODB en un combate por el título, después de que Lei'D Tapa la ayudara atacando a sus rivales. Tras retener el título ante las luchadoras de TNA, lanzó un reto abierto a cualquier luchadora del mundo, derrotando a gente como candice Larea o Hannah Blossom. Sin embargo, en un reto abierto fue atacada por ODB, a quien acabaron atacando hasta que Madison Rayne, quien hizo su regreso a TNA, la salvó. En Final Resolution Tapa & Kim fueron derrotadas por ODB & Rayne.

#### 2014–2015
En Genesis Kim perdió su campeonato frente a Rayne. El 9 de marzo de 2014 en Lockdown volvió a perder frente a Rayne, reteniendo esta última el Campeonato Femenino de la TNA. En el show del 10 de abril participó en una pelea en contra de Angelina Love, ODB y Brittany para convertirse en la contendiente #1 por el Campeonato Femenino de la TNA, la cual ganó Love. Kim cambió a face el 24 de abril cuando hizo equipo con Madison Rayne en contra de The Beautiful People. Desde entonces ha tenido varias peleas, tanto individuales como en equipo, en contra de The Beautiful People. El 20 de junio derrotó a Love, ganando por cuarta vez el Campeonato Femenino.
El 14 de agosto defendió su título exitosamente ante Angelina Love acabando así su feudo entre ellas.
El 4 de septiembre se pactó una lucha entre Taryn Terrell y Kim por el título de TNA Knockouts Championship en el cual Kim lo retuvo ante una interferencia de la entonces debutante Havok atacando esta última a Terrell y Kim.
El 7 de septiembre hubo una batalla real de Knockouts para el #1 contenerora para el campeonato de las Knockouts en el cual la ganadora se enfrentaría a Kim por el título en el cual Havok ganó.
En las siguientes noches Havok atacaba a Kim y Kim a ella.
El 14 de septiembre Havok logró ganar el título de las Knockouts siendo este su primer reinado ante Gail Kim. Tomó un descanso ya que su brazo izquierdo se encontraba lesionado.
Regreso el 13 de noviembre defendiendo a Taryn Terrell frente Havok.El 19 de noviembre en la última edición de Impact Wrestling Kim se enfrentó a Taryn Terrell y a la entonces campeona Havok por el TNA Knockouts Championship siendo la ganadora Taryn Terrell.
En el regreso de la nueva edición de TNA participó en una batalla real por el TNA Knockouts Championship en el cual no logró ganar siendo eliminada por Taryn Terrell. El 30 de enero se enfrentó a Taryn Terrell y a Madison Rayne por el Knockouts championship en el cual Terrell logró retenerlo.El 20 de marzo ayudó a Terrell a atacar a Awesome Kong. El 10 de abril se pactó una lucha por el #1 contenerora por el Knockouts championship en el cual se enfrentó a Kong pero esta última salió ganadora. Obtuvo una oportunidad por el campeonato de las Knockouts donde se enfrentaría a Taryn Terrell en una lucha de celda en donde Terrell logró retener el título gracias a la ayuda de Dollhouse (Jade Marti Belle) en el final de la lucha Terrell atacó brutalmente a Kim siendo que esta se lesionda el brazo izquierdo y quedara fuera de acción por unos días.
En el combate de Taryn Terrell contra Brooke y Awesome Kong en la cual ganó Terrell hizo un promo ahuyentando a The Dollhouse (Taryn Terrell, Jade y Marti Belle).El 15 de julio atacó a Jade y a Marti Belle en la lucha por el TNA Knockouts Championship en el cual apoyo a Brooke a ganarlo.El 22 de julio en el segmento de Brooke y Dollhouse se encerró en la celda con ellas y las atacó dentro de ella.Gail tuvo una lucha titular frente Brooke donde salió sin resultado gracias a las interferencias de Lei D'Tapa. En las garbaciones del 29 de julio (emitidos el 16 de septiembre) Gail ganó el Campeonato Femenino de la TNA por quinta vez en una lucha que envolvió a Brooke, Awesome Kong y Lei'D Tapa. El 23 de septiembre, en Impact Wrestling, Gail defendió el Campeonato Femenino de la TNA ante Jade. El 4 de octubre, en Bound for Glory retuvo el Campeonato de Knockouts ante Awesome Kong. El 7 de octubre comenzó a participar en el torneo para coronar al nuevo Campeonato Mundial de Peso Pesado de la TNA como una de las 4 Knockout seleccionadas, en el cual logró pasar a la segunda ronda de 16 luchadores junto a Awesome Kong. Perdió en los primeros torneos ante Tigre Uno perdiendo Kim la oportunidad de ir por el campeonato de la TNA.

#### 2016–2017
El 2 de febrero en Impact Wrestling, enfrentó a la Nueva Knockout Maria Kanellis al retarla a una lucha. Sin embargo, esta última escapo del ring. El 17 de marzo de 2016 perdió el título ante Jade en una lucha triple amenaza que también incluía a Madison Rayne.El 2 de octubre en Bound For Glory fue la primera mujer en ser inducida al TNA Hall Of Fame donde fue acompañada por Kia Stevens, Taryn Terrel y Christy Hemme, esa misma noche derrotó a Maria para convertirse en Campeona de las Knockouts por sexta ocasión. A las pocas semanas dejó el título vacante por lesión, comenzando los rumores de un posible retiro.
Tras esto aprecio en algunos combates entre Jade y la campeona Rosemary intentado a ayudar a la primera de los ataques de la campeona, resultando ella también atacada.
A finales del 2017, Gail regreso para retar a la nueva campeona Sienna, en Destination X Gail Kim fue derrotada por Sienna gracias a la interferencia y regreso de Taryn Terrell, está retorno como Heel y su rivalidad ahora era alimentada porque Kim la ignoraba después de su inducción al Hall of Fame de TNA, las siguientes semanas Allie se unió a Gail Kim contra Terrell y Sienna. El 6 de noviembre, en Bound for Glory, Gail derrotó a Sienna y a Allie para ganar por séptima vez el TNA Knockouts Championship. 
El 17 de noviembre se oficializa su retiro de la lucha libre profesional después de renunciar al campeonato.

#### 2018–presente
Después de su retiro, aceptó un rol como productora y agente en Impact Wrestling, donde trabajará con la división femenina de la compañía. A finales de noviembre, Kim fue involucrada en la rivalidad entre Taya Valkyrie y Tessa Blanchard, después de que esta última retuvo su título al atacar al árbitro. El 13 de diciembre, con el fin de evitar que los chanchullos de su próximo combate, Kim fue anunciada como el árbitro especial invitado para el próximo encuentro entre los dos Knockouts, que se fijó para el 6 de enero de 2019 en Homecoming.
En el evento, después de que ella atacó a Kim varias veces, Blanchard perdió el Campeonato de Knockouts de Impact con Valkyrie después de que Kim usó su movimiento final «Eat Defeat» en Tessa Blanchard.

## Otras promociones
Irvine durante su paso por WWE hizo apariciones en 2 videojuegos, en los que se encuentran WWE SmackDown vs Raw 2010 y WWE SmackDown vs Raw 2011 como personaje jugable.

## En lucha
- Movimientos de Firma

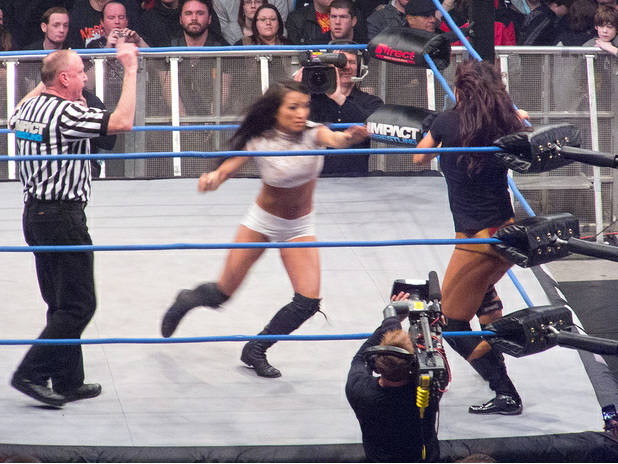
Kim luchando contra Lisa Marie Varon en enero del 2012

  - Air Raid Crash (Over the shoulder belly-to-back piledriver)[12] – TNA
  - Christo / Flying Dragon[13][14] (Tilt-a-whirl headscissors armbar)[15] – 2002–2017
  - Eat Defeat (Stomp facebreaker)[16] – 2009–2017
  - Happy Ending (Straight jacket neckbreaker slam) – TNA
  - Hurricanrana pin – 2002–2004; usada como Movimiento de firma posteriormente
  - Still Life (Arm-trap Argentine leglock neckscissors combination)[17] - 2003-2017
  - Tequila Sunrise[18] (Modified single leg boston crab) – 2002–2017

- Movimientos de Firma
  - Double knee facebreaker[19]
  - Dragon sleeper
  - Front missile dropkick
  - Múltiples variaciones de crossbody[20]
    - Reverse
    - Running
    - Springboard

  - Múltiples diving[21]
    - Hurricanrana
    - Neckbreaker
    - Splash
    - Senton

  - Over-the-shoulder single leg Boston crab
  - Ringpost figure-four leglock – adoptado de Bret Hart[22]
  - Roundhouse kick[23][24]
  - Spear[25][26]
  - Springboard arm drag
  - Toronto Slam (Double leg slam)

- Mánagers
  - Molly Holly
  - Awesome Kong
  - Madison Rayne
  - Melina
  - Karen Jarrett
  - Lei D' Tapa

- Luchadores dirigidos
  - America's Most Wanted (Chris Harris & James Storm)
  - Jeff Jarrett
  - Molly Holly
  - Daniel Bryan
  - Zack Ryder
  - Melina
  - Madison Rayne
  - Lei D' Tapa
  - Awesome Kong
  - Jade

## Campeonatos y logros
- Apocalypse Wrestling Federation
  - Diva of the Year (2001)
- Association Biterroise de Catch

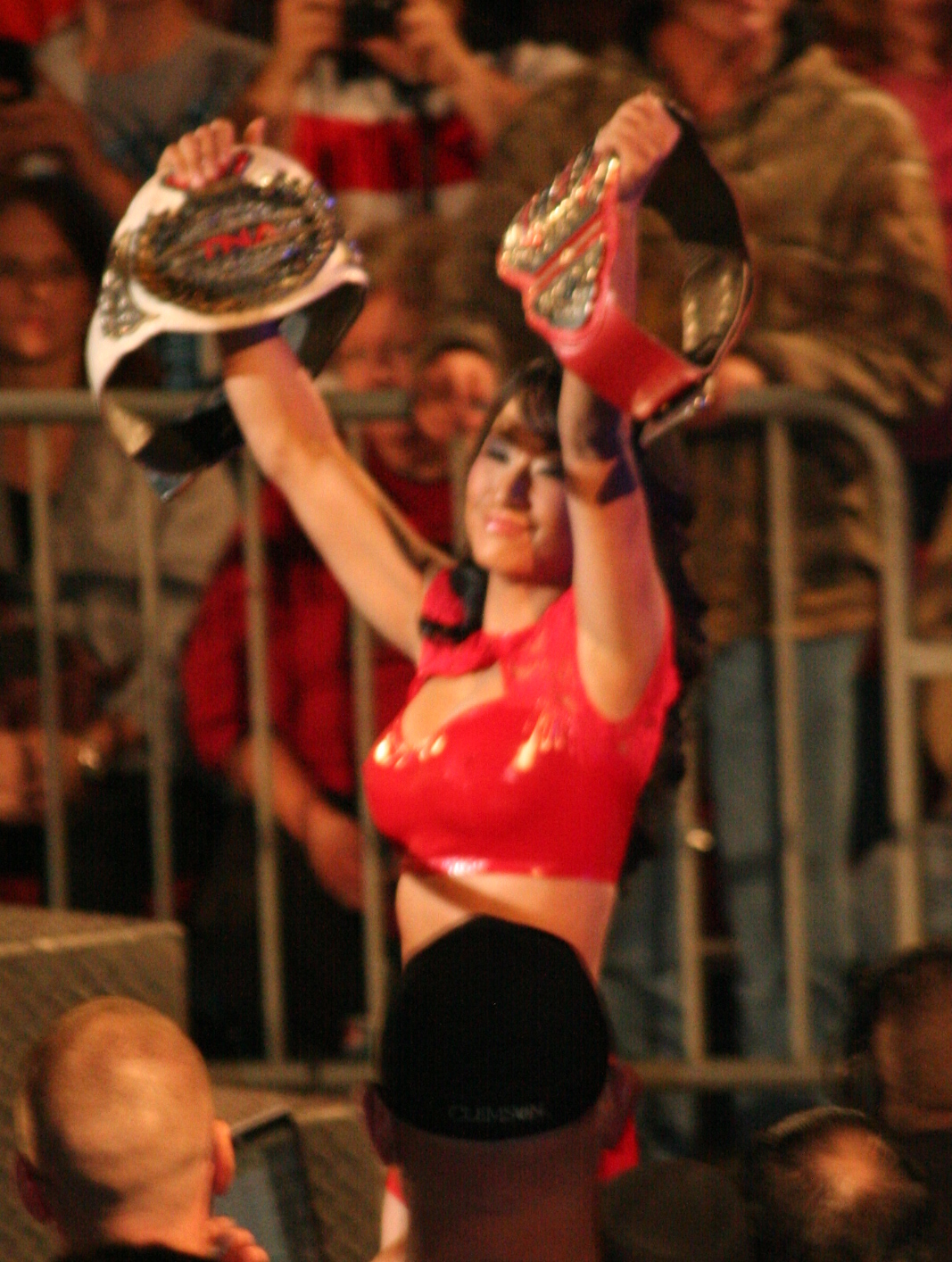
Gail Kim como Campeona Femenina de la TNA y Campeona Femenina en Parejas de la TNA.

  - ABC Women's Championship (1 vez, actual)[27]
- Funkin' Conservatory
  - FC Women's Championship (1 vez)[28]
- Imperial Wrestling Revolution
  - IWR Diamond Championship (1 vez, actual)[29]

- Total Nonstop Action Wrestling/TNA
  - TNA Knockouts Championship (7 veces)
  - TNA Knockout Tag Team Championship (1 vez) - con Madison Rayne.
  - Queen of the Knockouts (2013)
  - World Cup of Wrestling (2015) - con Jeff Hardy, Gunner, Rockstar Spud, Davey Richards & Crazzy Steve.
  - TNA Hall of Fame (2016)
  - Babe/Knockout of the Year|Knockout of the Year (2007)

- World Wrestling Entertainment/WWE
  - WWE Women's Championship (1 vez)

- Pro Wrestling Illustrated
  - Situada en el Nº3 en el PWI Female 50 en 2008.[30]
  - Situada en el Nº13 en el PWI Female 50 en 2009.[31]
  - Situada en el Nº13 en el PWI Female 50 en 2010.[31]
  - Situada en el Nº26 en el PWI Female 50 en 2011.[31]
  - Situada en el N°1 en el PWI Female 50 en 2012.[32]
  - Situada en el Nº6 en el PWI Female 50 en 2013.
  - Situada en el Nº3 en el PWI Female 50 en 2014.
  - Situada en el Nº5 en el PWI Female 50 en 2015
  - Situada en el Nº8 en el PWI Female 50 en 2016.